# Jen Ledger

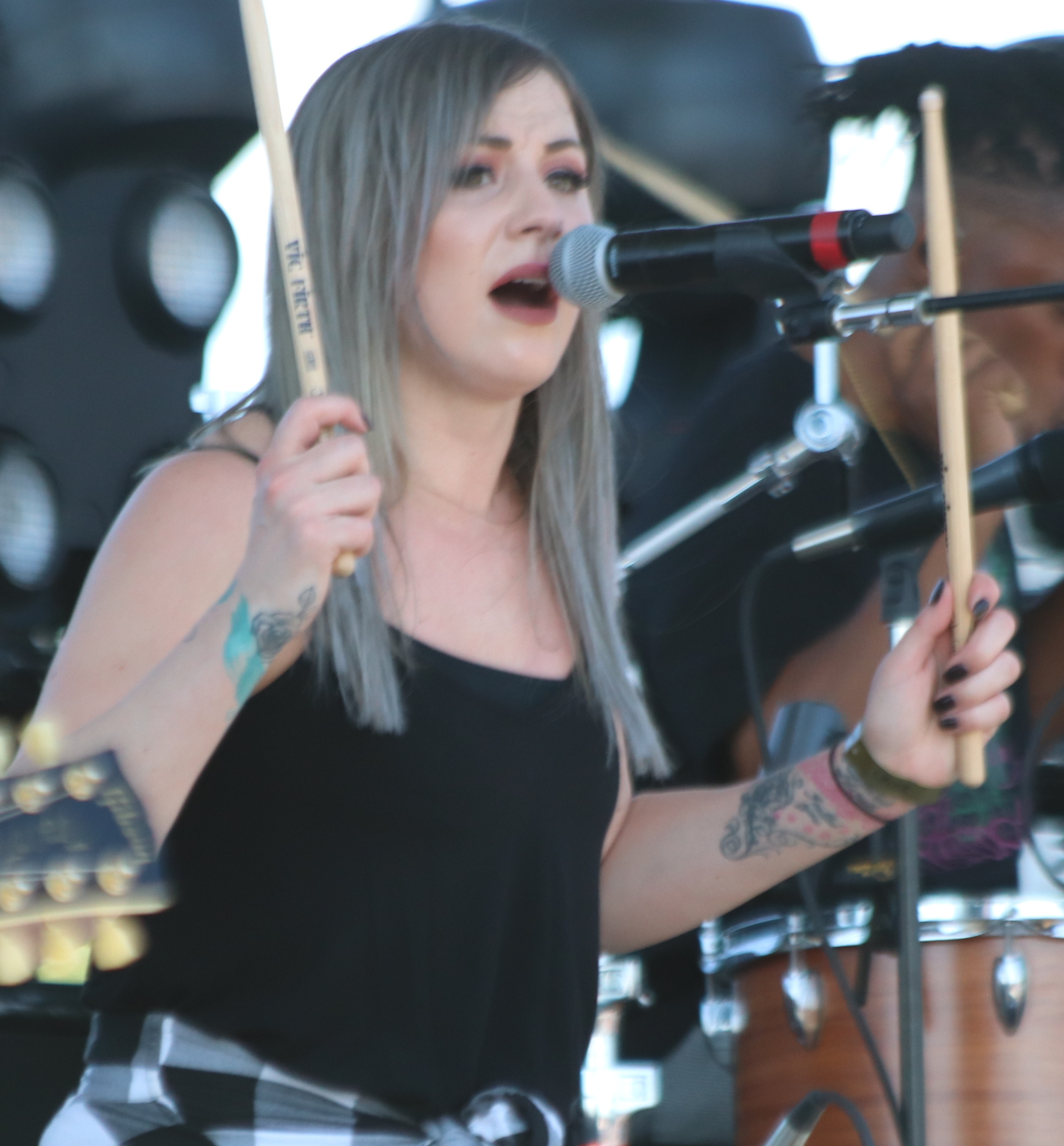
Jen Ledger (2019)

Jen Ledger, właśc. Jennifer Carole Ledger (ur. 8 grudnia 1989 w Coventry) – angielska perkusistka, wokalistka wspierająca. W 2008 dołączyła do zespołu Skillet w zamian za Lori Peters. Jen przeprowadziła się do Stanów Zjednoczonych w wieku 16 lat, gdzie uczęszczała do Living Light School w Kenosha, Wisconsin. W roku 2018 założyła swój własny zespół Ledger, gdzie śpiewa jako wokalista.